# Хекарт, Айлин
Айлин Хекарт (англ. Eileen Heckart, 29 марта 1919 — 31 декабря 2001) — американская актриса, обладательница премии «Оскар» за лучшую женскую роль второго плана (1973).

## Биография
Анна Айлин Хекарт (англ. Anna Eileen Heckart) родилась в городе Колумбус в штате Огайо в ирландской семье. Там же она окончила Государственный Университет Огайо по курсу артист драмы. Свою карьеру на Бродвее она начала в качестве ассистента режиссёра и дублёра в постановке «Голос черепахи» в 1943 году.
Затем последовали ряд бродвейских пьес, а позже работа на телевидении и в кино. В 1973 году она получила премию «Оскар» за лучшую женскую роль второго плана в фильме «Бабочки свободны». В дальнейшем актриса работала в основном на телевидении, появившись в телесериалах «Улицы Сан Франциско», «Лу Грант», «Сказки темной стороны» и «Путь на небеса». Её роли на большом экране были редки, и представлены лишь второстепенными персонажами в картинах «Потайное место» (1975), «Сожжённые приношения» (1976) и «Перевал разбитых сердец» (1986). Последний раз на киноэкранах актриса появилась в 1996 году в комедии «Клуб первых жён», где исполнила роль матери героини Дайан Китон. В последующие два года она исполнила небольшие роли в ряде телесериалов, после чего завершила свою актёрскую карьеру.
В 1944 году актриса вышла замуж за Джона Харрисона Януи Мл., с которым прожила до его смерти в 1997 году. Айлин Хекарт умерла от рака в своём доме в Норуолк, штат Коннектикут, в возрасте 82 лет. Её вклад в киноиндустрию США отмечен звездой на Голливудской аллее славы.

## Фильмография
- 1996 — Клуб первых жён — Кэтрин МакДугган
- 1994 — Последнее предательство — Сара МакНейл
- 1986 — Перевал разбитых сердец — Мэри
- 1986 — Захватить день — Женщина на похоронах
- 1979 — Печали джина — Розмари (ТВ)
- 1978 — Внезапная любовь — Миссис Мэллой (ТВ)
- 1976 — Сожжённые приношения — Роз Олардайз
- 1975 — Потайное место — Кэти
- 1972 — Бабочки свободны — Миссис Бейкер
- 1968 — С леди так не обращаются — Миссис Браммел
- 1967 — Вверх по лестнице, ведущей вниз — Хенриетта Пасторфилд
- 1960 — Чертовка в розовом трико — Миссис Лона Хэттавэй
- 1958 — Жаркий сезон — Подруга Алмы
- 1957 — Дурная кровь — Хортенс Дейджел
- 1956 — Автобусная остановка — Вера
- 1956 — Кто-то там наверху любит меня — Барбелла

## Награды
- «Золотой глобус» 1957 — «Лучшая актриса второго плана» («Дурная кровь»)
- «Оскар» 1973 — «Лучшая актриса второго плана» («Бабочки свободны»)
- «Эмми» 1994 — «Лучшая приглашённая актриса в комедийном сериале» («Любовь и война»)
- «Тони» 2000 — «Премия за достижения всей жизни».

### на английском языке
- Yankee, Luke (2006). Just Outside the Spotlight: Growing Up with Eileen Heckart. Back Stage Books, 314 pages. ISBN 978-0-8230-7888-2